# بيت كوربير
بيت كوربير (بالإنجليزية: Bette Korber)‏ عالمة أمريكية متخصصة في علم الأحياء الحاسوبي، تتركز أبحاثها حول مجال البيولوجيا الجزيئية وعلى الوراثيات السكانية المرتبطة بفيروس نقص المناعة البشري HIV والذي يسبب عدوى الإيدز. وقد ساهمت كوربير بشكل كبير في المجهودات المبذولة في سبيل التوصل إلى لقاح مضاد لفيروس نقص المناعة البشري فقد أنشأت قاعدة بيانات بمختبر لوس ألاموس الوطني والتي مكنتها من تصميم لقاحات جديدة مضادة للفيروس منها لقاح يمر حاليا بمرحلة الاختبار على البشر في إفريقيا. كما تحتوي قاعدة البيانات التي أنشأتها كوربير على الآلاف من تسلسلات الجينوم (المحتوى الوراثي) لهذا الفيروس والمعطيات المتعلقة به.
و تشتغل كوربير عالمة بيولوجيا نظرية وعالمة فيزياء حيوية بالمختبر الوطني بلوس ألاموس، وهي حاصلة على جائزة إرنيست أولاندو لاورنس والتي تعد من أرفع الجوائز التي تمنحها وزارة الطاقة الأمريكية للإنجازات العلمية ، بالإضافة إلى عدة جوائز أخرى كجائزة إليزابيث كليزير للأبحاث بميدان طب الأطفال حول الإيدز وكذا جائزة ريتشارد فينمان للابتكار.

## النشأة والتعليم
نشأت بيت كوربير في كاليفورنيا الجنوبية، وحصلت على شهادة الإجازة في الكيمياء بسنة 1981 في جامعة كاليفورنيا الحكومية بلونغ بيتش حيث كان والدها يدرس علم الاجتماع. وكانت والدتها خريجة مدرسة تمريض أما أختها فقد درست الصحافة. درست بيت من سنة 1981 إلى سنة 1988 بسلك الماستر بمعهد كاليفورنيا للتكنولوجيا (Caltech) حيث عملت مع إيوونا ستروينوسكي بمختبر ليروي هود لتحصل على شهادة الدكتوراه سنة 1988. كان عملها يتركز على ميكانيزمات تنظيم التعبير الجيني لجين المركب 1 للتوافق النسيجي الذي ينتج بروتينات سطح الخلايا والتي تلعب دورا في رفض زراعة الأنسجة بسبب الالتهابات الفيروسية التي تسببها الإنترفيرونات.
حصلت بيت بعدها على زمالة بسلك مابعد الدكتوراه مع مايرون إيسيكس، فقد عمل الاثنان إلى حدود سنة 1990 بمدرسة هارفرد للصحة العمومية على دراسة الوبائيات الجزيئية لفيروس نقص المناعة البشري HIV وفيروس HTLV-1 وفيروس اللوكيميا البشري. وهناك اعتمدت كوربير على تفاعل البوليميراز المتسلسل (PCR) من أجل تبيين كل من النسخ الكاملة والممسوحة للجينومات الفيروسية للخلايا اللوكيمية  ، وقد كان لعملها على هذه الجينومات الفيروسية الكاملة والجزيئية التأثير الكبير كما وصار يشكل مرجعا هاما في المجال، وأصبحت سنة 1991عضوا زائرا بهيئة التدريس بمعهد سانتا حيث عملت إلى غاية 2011.

## العمل البحثي

### انتشار فيروس HIV من خلية مصابة
تجري كوربير أبحاثها بالمختبر الوطني بلوس ألاموس حيث بدأت مشوارها سنة 1990. وتنطوي مقاربتها على تطبيق معطيات البيولوجيا الحاسوبية من أجل تصميم لقاح مضاد للإيدز وفيروس HIV.
لقد نشأ اهتمام كوربير بفيروس HIV أول الأمر حين أصيب صديق مقرب لها ولخطيبها من معهد كاليفورنيا للتكنولوجيا بالفيروس، وقد كانت هذه إحدى أولى حالات الإصابة بالإيدز في باسادينا، كاليفورنيا. وقالت كوربير «لقد تعلمنا الكثير بخصوص HIV خلال فترة مرضه، لكن لم يكن هناك أي علاج لحالته فتوفى سنة 1991، فقررت أني أرغب في الاشتغال على فيروس HIV حين أتخرج من سلك الدكتوراه» بالنظر إلى الوراء بعد مرور عدة سنوات، تصف كوربر تأثير هذا الحدث عليها: «أكره فيروس HIV .... لقد خسرت عدة أصدقاء بسببه، فهذا الفيروس يقتل بطرق مريعة، إنني أفكر بما فعله هذا الفيروس بإفريقيا وهذا الأمر يحفزني.» 